# Fenitoin
Fenitoin natrijum je antiepileptik sa širokom promenom. Fenitoin deluje tako što potiskuje abnormalnu moždanu aktivnost do koje dolazi tokom napada putem redukovanja električne provodnosti između moždanih ćelija. On stabilizuje neaktivno stanje naponom kontrolisanih natrijumskih kanala. Osim epileptičkih napada, on se koristi za lečenje trigeminalne neuralgije u slučaju da karbamazepin ili drugi tretmani prve linije nisu delotvorni.
On se ponekad ubraja u klasu 1b antiaritmika.

## Farmakokinetika
Fenitoinska kinetika je nelinearna. Dolazi do visoko promenljivih koncentracija čak i pri manjim promena doziranja. Malo povećanje doze može da dovede do velikog povećanja koncentracije leka usled zasićenja eliminacionih puteva.

## Hemija
Fenitoin, 5,5-difenilimidazolidindion se može sintetisati na bar dva načina. Prvi metod je bazom katalizovana adicija ureje na benzil, čemu sledi preuređenje benzilne kiseline (1,2 fenilna migracija) da se formira željeni proizvod. Ovo je poznato kao Bilcova sinteza fenitoina.
Drugi metod je reakcija benzofenona sa natrijum cijanidom u prisustvu amonijum karbonata, sa simultanom ciklizacijom rezultujućeg proizvoda (karboksiaminonitrila) i njegovim preuređenjem pod reakcionim uslovima da se formira fenitoin.

## Spoljašnje veze
- Džek Drejfus
- Fenitoin

|  | Molimo Vas, obratite pažnju na važno upozorenje u vezi sa temama iz oblasti medicine (zdravlja). |